# Bárány Kristóf
Bárány Kristóf (Nyíregyháza, 1984. március 16. –) magyar táncművész, néptáncos, pedagógus, a 4 for Dance tagja.

## Életpályája
Felesége: Bárány-Timári Kincső. Szülei: Bárány István és Tardi Veronika. Testvére: Bárány Viktor. 
A magyar néptáncművészettel a nyíregyházi Nyírség Táncegyüttes utánpótlás csoportjában kezdett el ismerkedni 1992-ben kezdetben Rajna Beatrix és Vadászi Elemér keze alatt, később csatlakozott a Margaréta Tánccsoporthoz, melyet Csurák Ildikó és Kácsor István vezettek. A csoport rendszeres résztvevője volt hazai és külföldi fesztiváloknak, valamint az évente megrendezésre kerülő Néptáncantológiának. Később táncos pályafutása a Nyírség Táncegyüttesben folytatódott, valamint az együttes mellett néptáncpedagógusként kezdett el dolgozni. 
2004-ben társaival megalapították a 4 for Dance Együttest, melynek célja, hogy az általuk nagy tiszteletben tartott magyar néptánc autentikus elemeit virtuóz ritmusjátékokkal tegyék még izgalmasabbá, s így egy önálló stílust hozzanak létre.

## Tanulmányok
- Nyíregyházi Kölcsey Ferenc Gimnázium - érettségi
- Nyíregyházi Főiskola - Kommunikáció és művelődésszervező szak
- Magyar Táncművészeti Főiskola - BA képzés - Táncos és próbavezető szak
- Magyar Táncművészeti Főiskola - MA képzés - Tánctanár szak
- Budapesti Műszaki és Gazdaságtudományi Egyetem - Közoktatási vezető és pedagógus szakvizsga
- Távoktatási és Továbbképzési Intézet - Gyakorlatvezető mentorpedagógus

## Táncos pályafutás
- 1993 - 2001 Margaréta Tánccsoport
- 2000 - 2008 Nyírség Táncegyüttes
- 2004 - .... 4 for Dance

## Díjai, elismerései
- 2002-ben az Országos Ifjúsági Szólótáncverseny "ezüst pitykés" díjában részesült.
- 2006-ban az Országos Felnőtt Szólótáncverseny különdíjában részesült.
- 2009-ben a 4 for Dance Együttes Montreal-ban az UNESCO védnöksége alatti Dance World Cupon, a hivatalos táncvilágkupán három kategóriában is – folk, show, step - megszerezte a világbajnoki címet.
- 2011-ben a Szabolcs-Szatmár-Bereg megyei VI. Megyei Prima Díj Közönség díjasa lett a 4 for Dance, valamint jelölték őket a Magyar Népművészet és Közművelődés kategóriában.
- 2012-ben Nyíregyháza Megyei Jogú Város Közgyűlése kimagaslóan eredményes tevékenységük elismeréseként „Nyíregyháza városért emlékérem – Bencs Kálmán díj” –ban részesítette a 4 for Dance-t.
- 2015-ben a 4 for Dance táncegyüttes eredményei és koncepciója, mint nemzeti értékünk felvételre került a Nyíregyházi Települési Értéktárba.
- 2017-ben pedig a Szabolcs-Szatmár-Bereg Megyei Értéktárba is.
- 2021-ben Miniszteri Elismerő Oklevelet vehetett át Kiemelkedő Szakmai Tevékenysége elismeréseként Kásler Miklóstól, az Emberi Erőforrások Minisztériumának miniszterétől.

A csapat a Föld összes kontinensén, több mint 40 országban szerepelt már, többek között: Brüsszelben - az Európai Parlamentben, Kanadában, Angliában, Algériában, az Egyesült Arab Emírségekben, Kínában, Svédországban, Norvégiában, Írországban, Lengyelországban, Finnországban, Dániában, Monacoban, az Amerikai Egyesült Államokban, Ausztráliában, Törökországban, Izraelben, Jordániában, Egyiptomban, Oroszországban, Kubában, Vietnámban, Malajziában, Indiában, Dél-Koreában, a Fülöp-szigeteken és számos európai országban és nagyvárosban egyaránt.